# 张红力
张红力（1965年1月—） ，男，汉族，中华人民共和国商业人物、第十一届全国政协委员、全国工商联常委。

## 生平
1984年7月于黑龙江八一农垦大学毕业，1989年9月於加拿大阿爾伯塔大學獲遗传学硕士学位，1991年7月在美国加州圣哥拉大学獲工商管理硕士学位，1991年7月起在惠普任部财务总经理，1994年7月任英国施罗德国际商人银行董事兼中国业务主管，1998年6月任担任高盛北京办事处负责人。
2002年，德意志银行首席执行官约瑟夫·阿克曼将其挖到德意志银行。2004年张红力担任德意志银行环球银行亚太区总裁，雇佣了数十位年轻、没有经验但背景深厚的职员，其中包括中共领导人和大型国有企业高管的子女，如时任中宣部部长刘云山之子，国务院副秘书长汪洋之女汪溪沙，栗战书女儿虽然资格不足，但也得以进入公关部门。借此，德意志银行得以在中国国有企业的大额IPO交易中分一杯羹。德意志银行获得的数亿美元交易中部分可能违反了美国的《海外反腐败法》。据统计，19位“关系雇员”为银行带来了1.89亿美元的收入。
2008年，当选第十一届全国政协委员，代表特别邀请人士，分入第五十七组。2010年，中国工商银行开始接近阿克曼，表示由于他出色的工作想雇佣张红力，张红力于是担任了中国工商银行副行长。
2013年，美国开始调查摩根大通后，德意志银行启动了一项内部调查，发现了张红力雇佣有政治背景人员的刻意行为并将此通报给了美国证券交易委员会和美国司法部。2014年4月，美国证券交易委员会向德意志银行发传票。不久，德意志银行起诉了张红力，指责他以权谋私。张红力不承认有任何不当行为。
2014年2月21日，欧美同学会·中国留学人员联谊会第七届理事会第一次会议召开，选举其出任第七届理事会副会长。
2018年7月，张红力向中国工商银行董事会提交辞呈，因“家庭原因”辞去副行长职务。
2023年11月4日下午，中央紀委国家监委公佈张红力因涉嫌严重违纪违法，受到中央纪委国家监委纪律审查和监察调查。
2024年5月9日，中央纪委国家监委决定给予张红力开除党籍处分，收缴违纪违法所得，将其涉嫌犯罪问题移送检察机关依法审查起诉，所涉财物一并移送。通报中提到其中国科学院管理科学与工程专业博士学位系“骗取”而来，此类表述在之前落马官员中并不常见。同月，张红力涉嫌受贿一案由国家监察委员会调查终结，移送检察机关审查起诉，经最高人民检察院指定管辖，浙江省人民检察院依法以涉嫌受贿罪对张红力作出逮捕决定。
经审理查明：2011年至2022年，被告人张红力利用担任中国工商银行股份有限公司党委委员、副行长职务上的便利，为有关单位和个人在贷款融资、职务安排等事项上提供帮助，直接或通过他人非法收受上述单位和个人给予的财物，共计折合人民币1.77亿余元。
2025年2月19日，浙江省杭州市中级人民法院一审以受贿罪判处张红力死刑，缓期二年执行，剥夺政治权利终身，并处没收个人全部财产。

## 家庭
- 妻子：季正荣，所持公司Amazing Channel Holdings和Speedy Link Holdings出现在巴拿马文件中。[15]